# Max Horkheimer

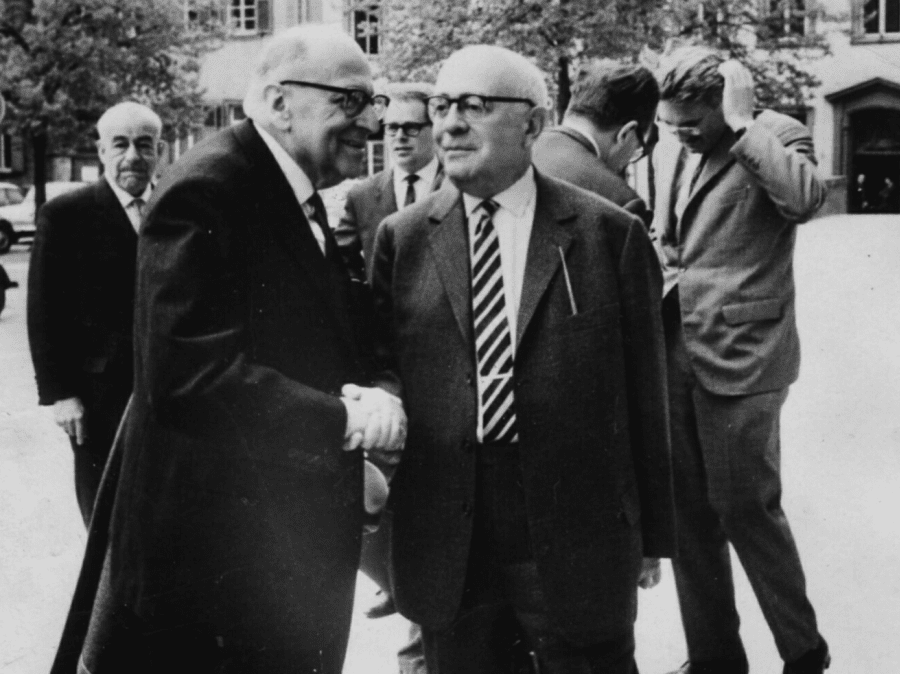
Max Horkheimer (vorne links), Theodor W. Adorno (vorne rechts) und Jürgen Habermas (im Hintergrund rechts), Siegfried Landshut (im Hintergrund links) im Jahr 1964 in Heidelberg

Max Horkheimer (* 14. Februar 1895 in Stuttgart; † 7. Juli 1973 in Nürnberg) war ein deutscher Sozialphilosoph und führender Kopf der Frankfurter Schule. Als Direktor des Instituts für Sozialforschung und Herausgeber der Zeitschrift für Sozialforschung suchte er mit Wissenschaftlern aus unterschiedlichen Disziplinen und einem unorthodoxen Verständnis der marxistischen Gesellschaftstheorie ein interdisziplinäres materialistisches Forschungsprogramm zu verwirklichen, das er 1937 in der amerikanischen Emigration in einem programmatischen Aufsatz als Kritische Theorie ausflaggte. Später verfasste er zusammen mit Theodor W. Adorno die philosophische Essaysammlung Dialektik der Aufklärung, die als das grundlegende Werk der Kritischen Theorie gilt.

## Leben
Horkheimer wuchs in der Schwieberdinger Straße 58 in Zuffenhausen als Sohn einer jüdischen Fabrikantenfamilie auf. Sein Vater war der Kunstwollfabrikant Moritz Horkheimer; seine Mutter Babette, geb. Lauchheimer, kam aus Esslingen am Neckar. Max besuchte kein humanistisches Gymnasium, sondern ein Realgymnasium, das die Schüler auf praktische Berufe vorbereiten sollte. Auf väterlichen Wunsch verließ er als Untersekundaner im Alter von 15 Jahren das Dillmann-Gymnasium in Stuttgart. Von seinem Vater als Nachfolger in der Unternehmensleitung bestimmt, trat er als Lehrling in die väterliche Fabrik ein. In dieser Zeit lernte er Friedrich Pollock kennen, auch er der Sohn eines Stuttgarter Fabrikanten, doch mit ganz verschiedener familiärer Erziehung. Während Horkheimer in einer konservativ-jüdischen Familie erzogen wurde, hatte sich Pollocks Elternhaus rigoros vom Judentum abgewandt. Pollock erschloss seinem Freund eine neue Welt jenseits religiöser und konservativer Traditionen und war ihm behilflich, sich gegenüber dem „omnipräsenten Vater“ zu behaupten. Aus dieser Bekanntschaft ging eine lebenslange Freundschaft bis zu Pollocks Tod 1970 hervor. Am Beginn ihrer Jugendfreundschaft setzten sie einen förmlichen „Freundschaftsvertrag“ auf, der im Laufe ihres Lebens immer wieder erneuert und durch gemeinsame Beschlüsse und Memoranda ergänzt werden sollte. Nach Lehrzeit und einem Volontariat in Brüssel wurde Horkheimer 1914 Juniorchef im väterlichen Unternehmen. Als Betriebsleiter und Prokurist ließ er sich vom Kriegsdienst im Ersten Weltkrieg freistellen. Erst im Frühjahr 1917 wurde er einberufen, aber im Frühjahr 1918 „aus gesundheitlichen Gründen“ wieder aus der Kaiserlichen Armee entlassen und in eine Klinik in München eingeliefert. Wegen einer Erkrankung der Lunge verbrachte er danach mehrere Monate in einem Sanatorium.
Mit Pollock erlebte er in München die Errichtung der Räterepublik und ihre brutale Niederschlagung durch die Freikorps. In die Fabrik seines Vaters kehrte er nach dem Krieg nicht wieder zurück. 1919 holte er gemeinsam mit Pollock in München in wenigen Monaten als Externer das Abitur nach.

### Akademische Karriere

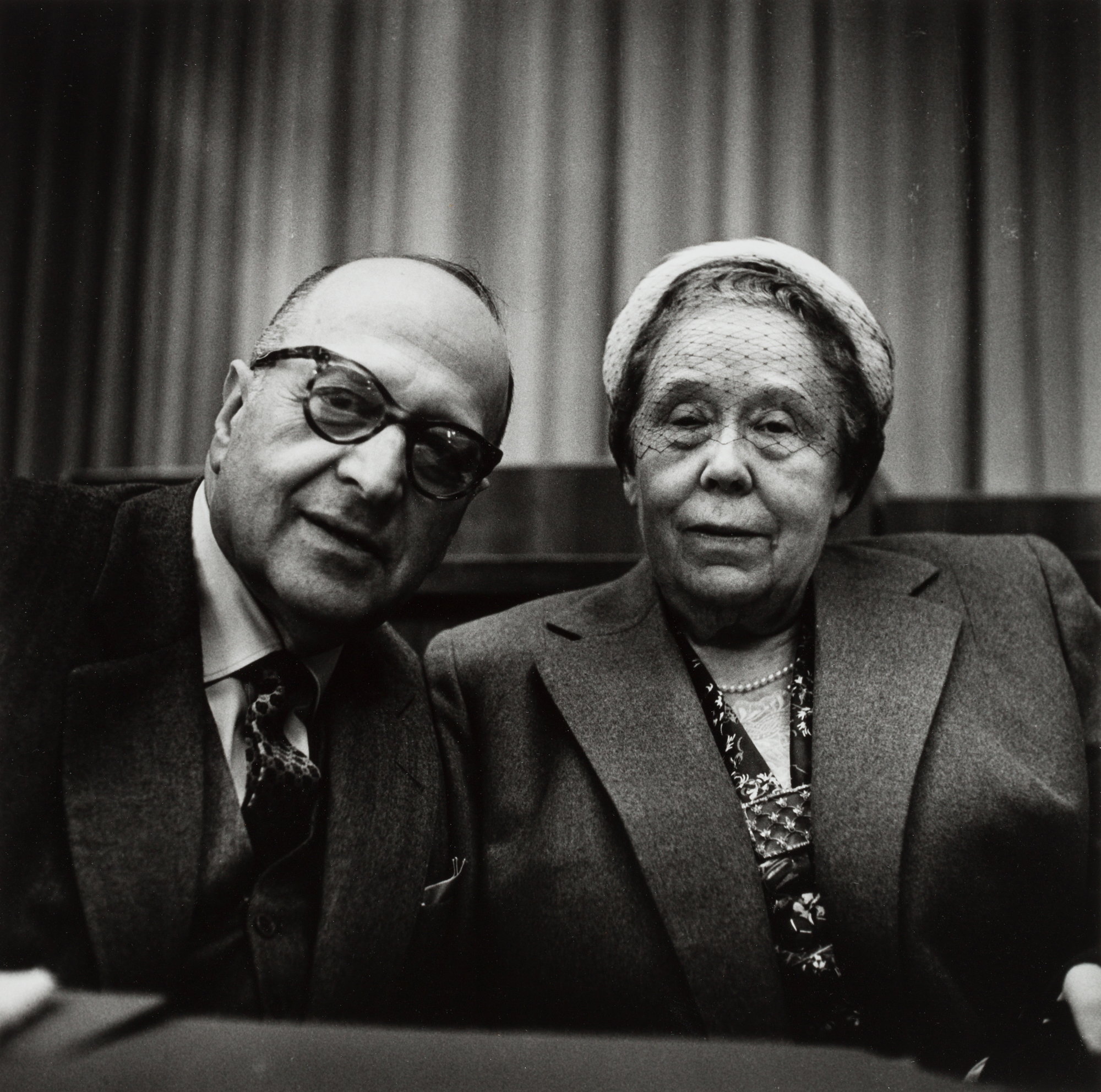
Max Horkheimer mit Rose Riekher beim 1. Kulturkritiker-Kongress in München (1958)

1919 begann er sein Studium an der Universität in München mit dem Hauptfach Psychologie und den Nebenfächern Philosophie und Nationalökonomie. Nach einem Semester wechselte er an die Universität in Frankfurt am Main; 1920/1921 studierte er an der Universität Freiburg. In Freiburg hörte er den Phänomenologen Edmund Husserl und besuchte gemeinsam mit Friedrich Pollock ein Seminar von Martin Heidegger. 1922 wurde er in Frankfurt mit summa cum laude von Hans Cornelius promoviert, dessen Assistent er danach für drei Jahre war. 1925 habilitierte er sich ebendort. Als Privatdozent legalisierte er 1926 mit der Heirat das langjährige Verhältnis zu Rose Christine Riekher (1887–1969), der früheren Privatsekretärin seines Vaters, der er den Kosenamen „Maidon“ gegeben hatte. Gemeinsam mit ihr und Friedrich Pollock hatte er bereits seit 1921 in einem eigens vom Geld der Eltern gekauften Haus in Kronberg im Taunus in der Nähe von Frankfurt zusammengelebt. Nachdem die Eltern viele Jahre sich gegen die Liaison ihres Sohnes mit der acht Jahre älteren Nichtjüdin gestellt hatten, gaben sie nach der Heirat ihren Widerstand auf und nahmen die Schwiegertochter in ihre Familie auf.
1930 ernannte ihn die Universität Frankfurt zum Ordinarius für Sozialphilosophie an der Philosophischen Fakultät. Im gleichen Jahr wurde er Direktor des 1923 als Stiftung von Hermann Weil und seinem Sohn Felix Weil gegründeten und 1924 unter Carl Grünberg offiziell eröffneten Instituts für Sozialforschung bis zu dessen Schließung nach der Machtübernahme der Nationalsozialisten im Jahre 1933.

### Emigration und Rückkehr nach Deutschland
Horkheimer emigrierte über Genf, wo das Institut für Sozialforschung in Kooperation mit der Internationalen Arbeitsorganisation eine Zweigstelle eröffnet hatte, 1934 nach New York, wo er an der Columbia University mit Hilfe amerikanischer Kollegen das Institut für Sozialforschung weiterführen konnte. 1941 übersiedelte er an die Westküste nach Pacific Palisades (Los Angeles) und wurde direkter Nachbar von Thomas Mann. Sein engster Mitarbeiter und Freund Theodor W. Adorno folgte ihm wenig später. 1947 veröffentlichte er in den USA Eclipse of Reason (dt. Ausgabe: Zur Kritik der instrumentellen Vernunft, 1967) und – in Amsterdam – gemeinsam mit Adorno die Dialektik der Aufklärung, zwei seiner Hauptwerke.
1949 kehrte Horkheimer an die Universität Frankfurt zurück, ihrem Ruf auf den Doppellehrstuhl für Philosophie und Soziologie folgend. „Er wollte Möglichkeiten zu praktischer Einflussnahme auf historische Entwicklungen nutzen, und in Deutschland sah er einen Schauplatz wichtiger Weichenstellungen.“ 1950 konnte das Institut für Sozialforschung unter seiner Leitung (mit Adorno als stellvertretendem Direktor) wieder eröffnet werden. 1951 und 1952 war er Rektor der Universität. Nachdem sich Anfang des Jahres 1959 an der Frankfurter Universität eine Deutsch-Israelische Studiengruppe gründete, trat Horkheimer dem Kuratorium der studentischen Vereinigung bei.
Horkheimer war Begründer und Herausgeber der Zeitschrift für Sozialforschung (1932–1939), fortgesetzt als Studies in Philosophy and Social Science (1940–1942), und Initiator der Studien über Autorität und Familie (erschienen 1936 in Paris). Als spiritus rector beider Projekte arbeitete er eng mit einer Gruppe von sozialkritischen, marxistisch und freudianisch gesinnten Wissenschaftlern zusammen, die man in der Sekundärliteratur als „Horkheimer-Kreis“ und später auch als Frankfurter Schule etikettierte. Gegen Ende des Zweiten Weltkriegs und in den ersten Nachkriegsjahren inspirierte und organisierte Horkheimer bedeutende Studien zur Antisemitismus- und Vorurteilsforschung. Er schrieb auch das Vorwort zum wichtigsten Einzelband der fünfbändigen Studies in Prejudice, der maßgeblich von Theodor W. Adorno mitverantworteten Authoritarian Personality (1950).
Sein Schüler und späterer Nachfolger auf dem Frankfurter Lehrstuhl, Alfred Schmidt, hat zusammen mit Gunzelin Schmid Noerr Horkheimers Gesammelte Schriften in 19 Bänden herausgegeben. Auch der Briefwechsel zwischen Horkheimer und Adorno ist mittlerweile komplett veröffentlicht. Ein weiterer von Horkheimers Schülern war der Lyriker Helmut Lamprecht.

### Rückzug ins Tessin
Bereits 1957, ein Jahr nach der offenen Entstalinisierung,  hatte Horkheimer sich zusammen mit Friedrich Pollock in Montagnola in der Schweiz niedergelassen. In einem Schreiben „an den Präsidenten der Friedhofskommission der Israelitischen Kultusgemeinde Bern“ äußerte er „den Wunsch, zusammen mit seiner Frau einmal dort auf dem jüdischen Friedhof begraben zu werden, wo sich bereits die Gräber seiner im Schweizer Exil gestorbenen Eltern befanden“.
Horkheimer starb am 7. Juli 1973 in einem Nürnberger Krankenhaus an den Folgen einer Routineuntersuchung. Er wurde, wie es sein Wunsch war, neben seiner Frau auf dem Jüdischen Friedhof Bern beigesetzt.

## Wirken und Bedeutung

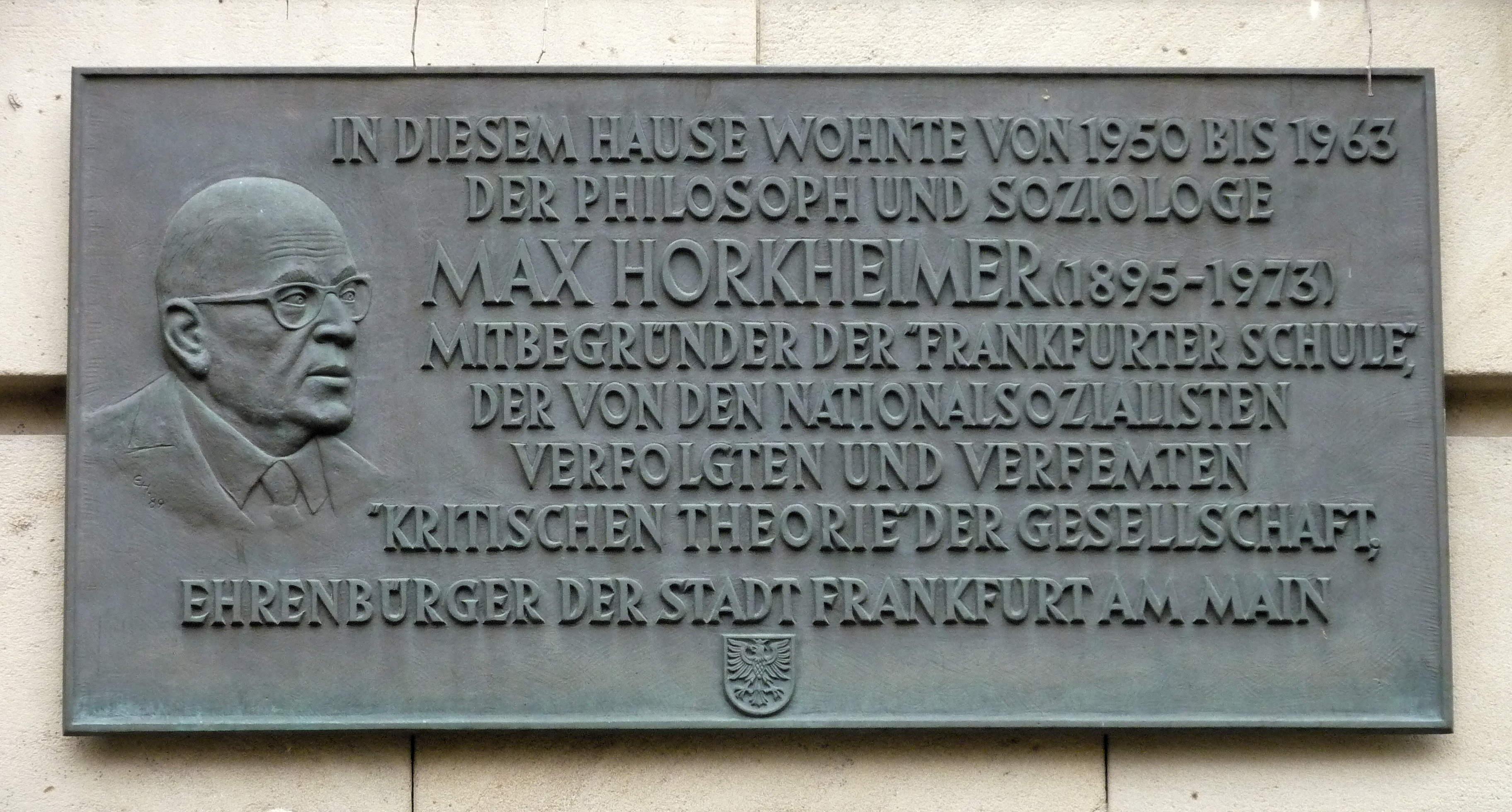
Horkheimer-Gedenktafel an dessen ehemaligem Wohnhaus an der Westendstraße im Frankfurter Westend

Horkheimer gilt als Begründer und, gemeinsam mit Adorno, als Protagonist der Frankfurter Schule und Hauptvertreter der Kritischen Theorie, einer von Hegel, Marx und Freud inspirierten Gesellschaftstheorie. Jedoch sei nach seiner Aussage der erste Philosoph, an dem er sich geschult habe, Arthur Schopenhauer gewesen. Von dessen Einfluss habe, Jean Améry zufolge, der Autor sich die reinliche, kühle Sprache aufbewahrt.
Zum engeren Zirkel gehörten in den Jahren vor der Emigration Friedrich Pollock, Erich Fromm und Leo Löwenthal. Mit Walter Benjamin, obwohl kein direkter Mitarbeiter des Instituts, bestand ein über Adorno vermittelter intellektueller Austausch. In der Emigration waren zudem Herbert Marcuse, Franz Neumann, Otto Kirchheimer und Arkardij Gurland zeitweilige Mitarbeiter des Instituts.

### Kritik der bürgerlichen Gesellschaft
Bereits in seinen Frühschriften, der zu seiner „Selbstverständigung niedergelegten Studien“ über die Anfänge der bürgerlichen Geschichtsphilosophie und der Aphorismensammlung Dämmerung. Notizen in Deutschland, formuliert Horkheimer eine fundamentale Kritik der bürgerlichen Gesellschaft, die er als eine von politischen und ökonomischen Gegensätzen, ideologischen Widersprüchen und sozialen Ungerechtigkeiten zerrissene Gesellschaftsformation kennzeichnet. Das Werk Dämmerung sei „in der Tat nichts anderes als der in Aphorismen geschriebene Essay eines non-konformistischen Widerständlers gegen die Ideologie des Bürgertums“. Mit einer aus zeitgeschichtlichen Umständen und persönlichen Erfahrungen verständlichen Konsequenz konstatiert Horkheimer einen Zusammenhang zwischen dem Kapitalismus (der wirtschaftlichen Ordnung der bürgerlichen Gesellschaft) und der Entstehung des Faschismus: Als eine Reaktion auf die Krise des Kapitalismus versuche der Faschismus, den Kapitalismus mit despotischen Mitteln aufrechtzuerhalten. „Wer aber vom Kapitalismus nicht reden will, sollte auch vom Faschismus schweigen“, formulierte er diese Bewertung 1939, vor dem Zweiten Weltkrieg.
Jürgen Habermas zufolge investierte Horkheimer zwischen 1932 und 1941 seine theoretischen Impulse und intellektuellen Energien in einen „interdisziplinären Materialismus“, in eine „Aufhebung der Philosophie in Gesellschaftstheorie“. Zustimmend zitiert er Hauke Brunkhorst, der Horkheimer in seiner produktivsten Phase als „Anti-Philosoph[en]“ sah. In einer wissenssoziologischen Studie zur frühen Frankfurter Schule hat Helmut Dubiel die „kognitive Führungsrolle“ Horkheimers in dem interdisziplinären Forschungsprogramm des Instituts für Sozialforschung herausgearbeitet. Demnach habe Horkheimer Sozialforschung als eine „sozialwissenschaftliche Großdisziplin“ verstanden, die auf eine Integration von Philosophie und Fachwissenschaft abzielte und alle Disziplinen umfasste, die „im Frankfurter Kreis personell repräsentiert gewesen sind: Soziologie, Sozialphilosophie, Psychologie, Ökonomik, Jurisprudenz, Literaturwissenschaft, Kulturwissenschaft, Politologie“. Ihr erklärtes Ziel war eine „Theorie der gegenwärtigen Gesellschaft als ganzer“.

### Kritik der instrumentellen Vernunft
In seinem Werk Zur Kritik der instrumentellen Vernunft (engl. 1947; dt. 1967) wandte Horkheimer sich gegen die von Max Weber nahegelegte Beschränkung der Wissenschaft auf instrumentales, technisches Wissen, das uns sagt, was zu tun ist, um vorausgesetzte Zwecke zu erreichen, während die Wahl der Handlungsziele selbst keine Frage der Wissenschaft sei. Nun ist der sehr eng und streng gefasste Wissenschaftsbegriff Max Webers wohl nicht mit jedem Vernunftgebrauch gleichzusetzen. Jedenfalls warnte Horkheimer vor einer Selbstaufgabe der Vernunft, damit nicht die Technik zum Selbstzweck werde und wir zu Sklaven unserer Instrumente würden. Er warnte auch vor einem Bild des Menschen, der im Industriezeitalter scharfsinniger Benutzer und zugleich Gefangener der instrumentellen Vernunft zu werden droht, Idiot dort, wo es um die Wahl von Zielen und Zwecken geht – ein Bild des „Fachidioten“.
Auch angesichts des Anwachsens der Bürokratien ist den Ausuferungen des Instrumentellen zu begegnen. Je größer und komplizierter die bürokratischen Apparate werden, desto größer ist die Gefahr, dass sie zum Selbstzweck werden und instrumentelle Fragen, wie Zuständigkeits- und Verfahrensfragen, vom Endzweck der Regelungen ablenken und den Blick für die relative Wichtigkeit oder Unwichtigkeit der wahrzunehmenden Interessen trüben.
Die Kritik der instrumentellen Vernunft ist auch eine Kritik an Naturbeherrschung, also am instrumentellen Verhältnis der (westlichen) Kultur zur Natur. Horkheimer kritisiert, dass die Natur, einschließlich der Tiere, heute „als ein bloßes Werkzeug des Menschen“ aufgefasst werde und „Objekt totaler Ausbeutung“ sei. Er stellt einen Zusammenhang her zwischen der Unterdrückung der (inneren wie äußeren) Natur und intrahumanen Herrschafts- und Unterdrückungsformen; da die Geschichte der Anstrengungen des Menschen, die Natur zu unterjochen, auch die Geschichte der Unterjochung des Menschen durch den Menschen sei und Naturbeherrschung Menschenbeherrschung mit einschließe, gelte im Umkehrschluss: „Der Mensch teilt im Prozeß seiner Emanzipation das Schicksal seiner übrigen Welt.“

### Kritik an Mensch-Tier-Verhältnissen
Schon in einem Aphorismus aus dem Jahr 1934, in welchem der „Gesellschaftsbau der Gegenwart“ metaphorisch als Wolkenkratzer dargestellt wird, schreibt Horkheimer, im Keller wäre „das unbeschreibliche, unausdenkliche Leiden der Tiere, die Tierhölle in der menschlichen Gesellschaft darzustellen“. Im späteren Werk wird er konkreter, so schreibt er beispielsweise, dass die Solidarität der Menschen, so wie Naturbeherrschung Menschenbeherrschung einschließe, „ein Teil der Solidarität des Lebens überhaupt“ sei, und weiter: „Der Fortschritt in der Verwirklichung jener wird auch den Sinn für diese stärken. Die Tiere bedürfen der Menschen.“ 1945 schrieb Horkheimer in einem Brief an einen US-Politiker, in dem er sich gegen Vivisektion ausspricht, aufgrund des Zusammenhangs der Unterdrückung der inneren und äußeren Natur sei „der Kampf für das Tier, auch ein Kampf für den Menschen“. Kritik am Mensch-Tier-Verhältnis, einschließlich Tierversuch, Zirkus, Zoo und Schlachthaus, findet sich auch in der zusammen mit Theodor W. Adorno verfassten Dialektik der Aufklärung.

### Spätwerk
Im akademischen Alterswerk wollte Horkheimer von Sozialismus und Revolution nichts mehr wissen. In einem ungewöhnlich ausführlichen Brief an Adorno bekennt er seine „schwer überwindliche Abneigung“ gegenüber dem Institutsassistenten Jürgen Habermas und warnte eindringlich vor dessen Philosophie, in der bei ihm „Revolution […] eine Art affirmativer Idee, ein verendlichtes Absolutum, einen Götzen [bildet], der Kritik und kritische Theorie, wie wir sie meinen, gründlich verfälscht“.
Im Horkheimerschen Spätwerk trat ein von Schopenhauer beeinflusster, metaphysisch begründeter Pessimismus hervor. Horkheimer verstand die menschliche Existenz – neben dem materiell verursachten Leid – als eine durch und durch leidvolle, die in der Natur des Seins selbst begründet ist, auch wenn er mit Karl Marx das materielle Leid für überwindbar bzw. prinzipiell abmildbar begriff. Aber im Gegensatz zu Marx verstand er den Sozialismus nicht als eine auf historischer Gesetzmäßigkeit beruhende Zukunftsgesellschaft, sondern als eine in der historischen Entwicklung mögliche politisch-gesellschaftliche Konstellation, die einen Ausweg aus den sozialen Widersprüchen und Problemen der Gegenwart bieten könnte. 
Horkheimer näherte sich seit den 1950er Jahren zunehmend dem Judentum an; auch sein Verhältnis zum Staat Israel war davon bestimmt. Die Auseinandersetzung mit dem Judentum Horkheimers blieb lange lückenhaft, obwohl jener schon in seinem Aufsatz Die Juden und Europa (1939) eine für spätere Jahre gültige Position zum Diaspora-Judentum und zum Zionismus bezogen hatte.

## Rezeption
Im Vergleich zu Theodor W. Adorno, Herbert Marcuse und Jürgen Habermas übte Horkheimer auf die 68er-Studentengeneration nur mit seinen Aufsätzen aus der Emigrationszeit (namentlich Die Juden und Europa und Autoritärer Staat) Einfluss aus. Dem Horkheimer- und Adorno-Schüler Alfred Schmidt, der Horkheimer als den Begründer der Kritischen Theorie ausweist, ist es zu verdanken, dass Horkheimers im Exil verfasste Programmschriften aus den 1930er Jahren 1970 eine Neuauflage erlebten. Alfred Schmidt hat auch mit Gunzelin Schmid Noerr Horkheimers Gesammelte Schriften in 19 Bänden im Fischer Verlag herausgegeben.

## Ehrungen
Die Stadt Frankfurt am Main ehrte Max Horkheimer 1953 mit der Goethe-Plakette und ernannte ihn 1960 zum Ehrenbürger. 1970 erhielt er die Bürgermedaille der Stadt Stuttgart und die Goethe-Plakette des Landes Hessen. Vor dem Campus Grifflenberg der Bergischen Universität Wuppertal befindet sich die Max-Horkheimer-Straße. 2014 wurde auf dem Campus Westend der J.W. Goethe-Universität eine Straße nach ihm benannt.
Das Max-Horkheimer-Kabinett in der Ebene Leben im 3. OG der Stadtbibliothek Stuttgart am Mailänder Platz wurde ebenfalls nach ihm benannt.

## Werke (Auswahl)
Gesammelte Schriften
- Gesammelte Schriften. Bände 1–19. Herausgegeben von Alfred Schmidt und Gunzelin Schmid Noerr. S. Fischer Verlag, Frankfurt am Main 1985–1996.

Einzelwerke
- Über Kants Kritik der Urteilskraft als Bindeglied zwischen theoretischer und praktischer Philosophie. Habilitation. Frankfurt am Main 1925.
- Anfänge der bürgerlichen Geschichtsphilosophie. Kohlhammer, Stuttgart 1930.
- Die gegenwärtige Lage der Sozialphilosophie und die Aufgaben eines Instituts für Sozialforschung. Öffentliche Antrittsvorlesung bei Übernahme des Lehrstuhls für Sozialphilosophie und der Leitung des Instituts für Sozialforschung am 24. Januar 1931 / gehalten von Max Horkheimer. Englert & Schlosser, Frankfurt am Main 1931.
- Dämmerung. Notizen in Deutschland. (unter d. Pseud.: Heinrich Regius). Oprecht und Helbling, Zürich 1934, wieder aufgelegt als Anhang zu Notizen 1950 bis 1969, Frankfurt/Main 1974.
- mit Erich Fromm, Herbert Marcuse: Studien über Autorität und Familie: Forschungsberichte aus dem Institut für Sozialforschung. Paris 1936. (Nachdruck: zu Klampen, Lüneburg 2005, ISBN 3-934920-49-7)
- mit Theodor W. Adorno: Philosophische Fragmente. (hektographiertes Typoskript). Institute of Social Research, New York / Los Angeles 1944.
- mit Theodor W. Adorno: Dialektik der Aufklärung. Philosophische Fragmente. Querido Verlag, Amsterdam 1947. (Nachdruck: Fischer 1988, ISBN 3-596-27404-4)
- Eclipse of Reason, 1947. Deutsche Ausgabe unter dem Titel: Zur Kritik der instrumentellen Vernunft. Übersetzt von Alfred Schmidt. S. Fischer Verlag, Frankfurt am Main 1967.
- Zum Begriff der Vernunft. Festrede bei der Rektoratsübergabe der Johann Wolfgang Goethe-Universität am 20. November 1951. Vittorio Klostermann, Frankfurt am Main 1952.
- Survey of the social sciences in Western Germany: a report on recent developments. Libr. of Congress, Reference Dep., European Affairs Div., Washington 1952.
- Akademisches Studium; Begriff der Bildung; Fragen des Hochschulunterrichts. In: Gegenwärtige Probleme der Universität. Klostermann, Frankfurt am Main 1953.
- Über die deutschen Juden. Vortrag. DuMont, Köln 1961.
- Um die Freiheit. Europäische Verlagsanstalt, Frankfurt am Main 1962.
- Über das Vorurteil. Westdt. Verl., Köln u. a. 1963.
- Autoritärer Staat. Die Juden und Europa. u. a. Aufsätze 1939–1941. de Munter, Amsterdam 1967. Online: Max Horkheimer: Autoritärer Staat. Abgerufen am 5. September 2023.
- Die Sehnsucht nach dem ganz Anderen – Ein Interview mit Kommentar von Helmut Gumnior (Stundenbücher). Furche, Hamburg 1970, ISBN 3-7730-0023-5.
- Traditionelle und kritische Theorie: Fünf Aufsätze. 7. Auflage. Frankfurt am Main 2011, ISBN 978-3-596-11328-6.
- Vernunft und Selbsterhaltung. Fischer, Frankfurt a. M. 1970.
- Sozialphilosophische Studien: Aufsätze, Reden und Vorträge 1930–1972; mit einem Anhang über Universität und Studium. Athenäum Fischer Taschenbuch Verlag, Frankfurt am Main 1972.
- Werner Brede (Hrsg.): Gesellschaft im Übergang: Aufsätze, Reden und Vorträge 1942–1970. Athenäum-Fischer-Taschenbuch-Verlag, Frankfurt am Main 1972, ISBN 3-596-26545-2.
- Notizen 1950 bis 1969 und Dämmerung. Notizen aus Deutschland, herausgegeben von Werner Brede, Einleitung: Die geistige Physiognomie Max Horkheimers, von Alfred Schmidt, Frankfurt/Main 1974.
- Aus der Pubertät: Novellen und Tagebuchblätter. Kösel, München 1974, ISBN 3-466-10016-X.
- Die gesellschaftliche Funktion der Philosophie. Ausgewählte Essays. Suhrkamp, Frankfurt am Main 1988, ISBN 3-518-01391-2.
- Theodor W. Adorno/Max Horkheimer: Briefwechsel 1927–1969, 4 Bände, hrsg. von Ch. Gödde und H. Lonitz, Suhrkamp, Frankfurt am Main 2003 ff.